# Тольнаи, Клари
Кла́ри То́льнаи (венг. Tolnay Klári, настоящее имя Розалия Тольнаи (венг. Tolnay Rozália; род. 27 июля 1914, Будапешт, Венгрия — 27 октября 1998, там же) — венгерская актриса театра и кино.

## Биография
С 1934 года выступала в будапештских театрах («Вигсинхазе» и других). В кино дебютировала в том же 1934 году. Начиная с 1960-х гг. создавала на экране преимущественно образы матерей. Снималась у многих ведущих венгерских режиссёров: Ладислао Вайда, Геза фон Больвари, Мартон Келети, Карой Макк, Иштван Сабо, Золтан Фабри, Зольтан Варконьи, Андраш Ковач.
Была дважды замужем за режиссёром Акошем Ратоньи и за актёром Иваном Дарвашем.

## Избранная фильмография
- 1934 — Сказочное авто / Meseautó — Шари
- 1939 — Иштван Борш / Bors István — Илонка
- 1940 — Королева Эржебет / Erzsébet királyné — Ида Латкоци
- 1947 — Осада Бестерце / Beszterce ostroma — Аполька (по роману Кальмана Миксата)
- 1951 — Дерине / Déryné — Дерине (в советском прокате «Мечта актрисы»)
- 1958 — Что за ночь! / Micsoda éjszaka! — Клара Каршаи
- 1960 — Рассвет / Virrad — Elza, Szabó felesége (в советском прокате «Рассветает»)
- 1960 — По газонам ходить разрешается / Füre lépni szabad — Anna, Kéri felesége
- 1962 — Земля ангелов / Angyalok földje — Miklós anyja
- 1963 — Как дела, молодой человек? / Hogy állunk, fiatalember? — Балинтне
- 1964 — Жаворонок / Pacsirta — Tóni, Vajkayné (в советском прокате «Любимый деспот»)
- 1966 — Отец / Apa — Аня
- 1967 — Вдова и капитан / Az özvegy és a százados — Йожефне Холло
- 1967 — После сезона / Utószezon — Силадьине
- 1967 — Завещание копаньского аги / A koppányi aga testamentuma — Гашпарне Бабочи (в советском прокате «Завещание турецкого аги»)
- 1968 — Опрометчивый брак / Elsietett házasság — Анна, вдова Гезы Комароми
- 1970 — Ференц Лист — Грёзы любви / Szerelmi álmok — Liszt — Козима, дочь Листа (совместно с СССР)
- 1970 — Лицом к лицу / Szemtöl szembe — Sajbánné
- 1976 — Чёрные алмазы / Fekete gyémántok — графиня Тойделинда
- 1977 — Легато / Legato — Рожика Заркоци
- 1978 — Не могу жить без музыки / Nem élhetek muzsikaszó nélkül — Zsani néni
- 1981 — На всякого мудреца довольно простоты / Hogyan csináljunk karriert? — Турусина, богатая вдова (по пьесе Островского)
- 1985 — Красная графиня / A vörös grófnö — Джеральдина, мачеха Михая Каройи

## Награды
- 1951 — Премия имени Кошута
- 1952 — Премия имени Кошута
- 1953 — Народный артист ВНР